# Jack Casady

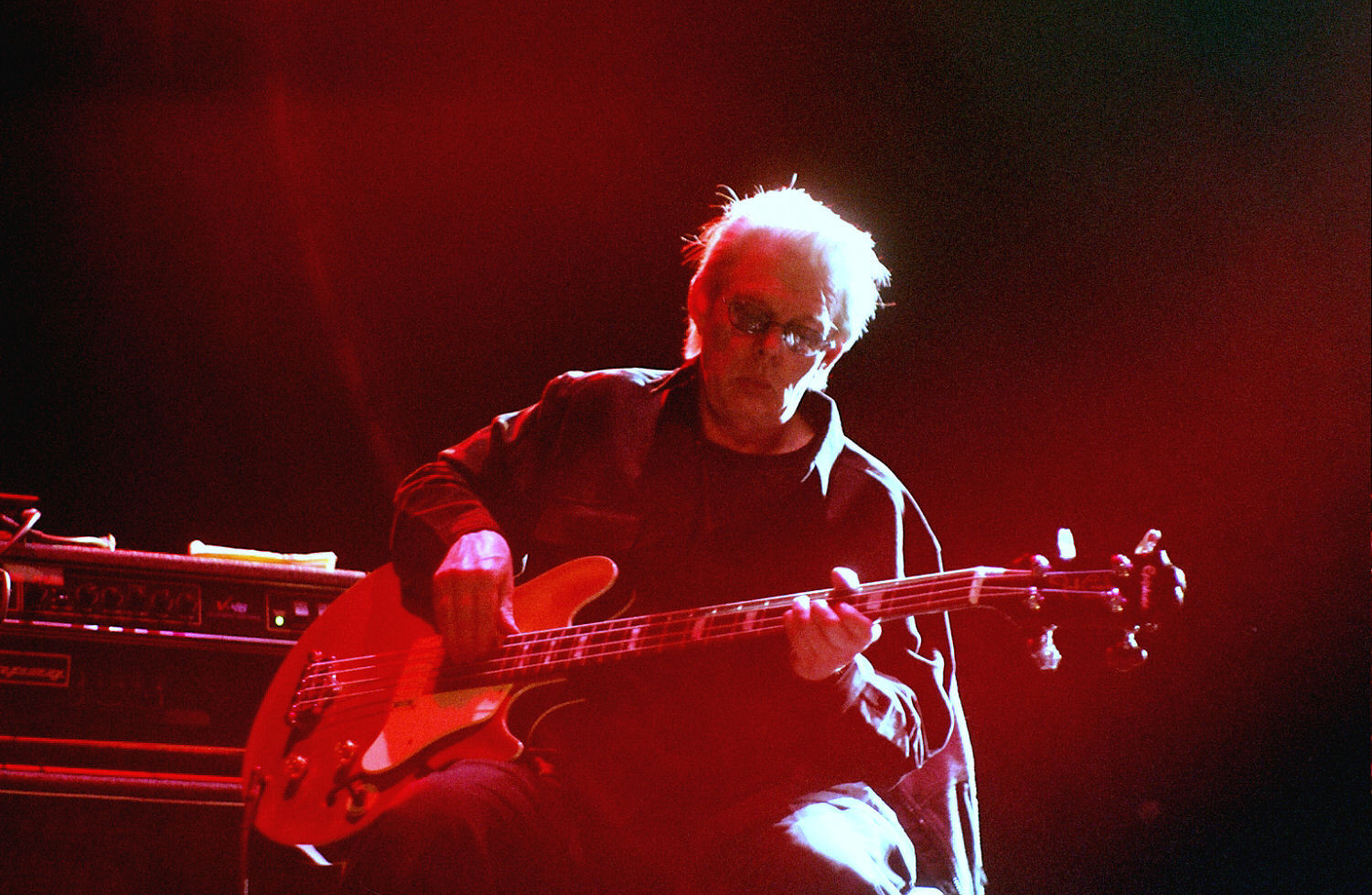
Jack Casady med Hot Tuna 2005

Jack Casady, född John William Casady den 13 april 1944 i Washington, D.C., är en amerikansk basgitarrist.
Jack Casady blev inbjuden att spela basgitarr i Jefferson Airplane av Jorma Kaukonen 1965, och var därmed originalmedlem i gruppen. Casady har ett mycket karaktäristiskt basspel och hamnar musikaliskt inte i skymundan på gruppens inspelningar. Till skillnad från de flesta andra elbasister vid denna tid spelade Casady ofta "melodibas" – hans basspel var således inte bara rent ackompanjemang. Jack Casady stannade i Jefferson Airplane till början på 1970-talet då han tillsammans med Kaukonen bildade bandet Hot Tuna.
Han har också gästspelat på många andra artisters skivor (bland annat Peter Rowan, Grateful Dead, Roky Erickson, Papa John Creach, Jimi Hendrix, John Lee Hooker, David Crosby, Country Joe and the Fish, Warren Zevon, SVT och KBC Band) och gav 2003 ut soloalbumet Dream Factor.

## Diskografi (urval)
Soloalbum
- 2003 – Dream Factor

Studioalbum med Jefferson Airplane
- 1966 – Jefferson Airplane Takes Off
- 1967 – Surrealistic Pillow
- 1967 – After Bathing at Baxter's
- 1968 – Crown of Creation
- 1969 – Volunteers
- 1971 – Bark
- 1972 – Long John Silver
- 1989 – Jefferson Airplane

Studioalbum med Hot Tuna
- 1972 – Burgers
- 1974 – The Phosphorescent Rat
- 1975 – America's Choice
- 1975 – Yellow Fever
- 1976 – Hoppkorv
- 1990 – Pair a Dice Found
- 2011 – Steady as She Goes

Studioalbum med Jefferson Starship
- 1998 – Windows of Heaven[7]